# Ricinocarpos ledifolius
Ricinocarpos ledifolius är en törelväxtart som beskrevs av Ferdinand von Mueller. Ricinocarpos ledifolius ingår i släktet Ricinocarpos och familjen törelväxter. Inga underarter finns listade i Catalogue of Life.